# Liste der Eisenbahnlinien in Sachsen
Streckenabschnitte außerhalb von Sachsen sind kursiv dargestellt.

## Fernverkehr
| Linie    | Linienverlauf | Fahrzeugeinsatz   |
| -------- | --- | ----------------- |
| ICE 11   | Hamburg – Berlin – Lutherstadt Wittenberg – Leipzig – Erfurt – Eisenach – Fulda – Frankfurt (Main) – Mannheim – Stuttgart – Ulm – Augsburg – München (Zweistundentakt)                                                                                 | ICE 1             |
| ICE 28   | Hamburg – / (Binz – Stralsund – Greifswald –) Berlin – Lutherstadt Wittenberg – Leipzig – Erfurt – Bamberg – Nürnberg – Ingolstadt –/Augsburg – München (– Garmisch-Partenkirchen / – Innsbruck) (Stundentakt)                                         | ICE T             |
| ICE 50   | Dresden – Riesa – Leipzig – Erfurt – Gotha – Eisenach – Fulda – Frankfurt (Main) – Frankfurt (Main) Flughafen – Mainz – Wiesbaden (Zweistundentakt) Ergänzung zum Stundentakt Dresden – Frankfurt (Main) durch IC 55 und ICE 11 mit Umstieg in Leipzig | ICE T             |
| IC 17    | (Chemnitz – Freiberg –) Dresden – Elsterwerda – Berlin – Neustrelitz – Rostock – Warnemünde (Zweistundentakt, zwei Zugpaare täglich ab/bis Chemnitz)                                                                                                   | IC 2 (Stadler)    |
| IC/EC 27 | Hamburg – Berlin – Dresden – Praha (ein Zugpaar: – Brno – Bratislava – Budapest) (Zweistundentakt) |                   |
| IC 55    | Dresden – Riesa – Leipzig – Halle (Saale) – Köthen – Magdeburg – Braunschweig – Hannover – Bielefeld – Hamm (Westf) – Dortmund – Hagen – Wuppertal – Solingen – Köln weiter nach Stuttgart/Offenburg/Frankfurt (Zweistundentakt)                       | IC 2 (Bombardier) |
| IC 56    | Leipzig – Halle (Saale) – Köthen – Magdeburg – Braunschweig – Hannover – Bremen – Oldenburg (Oldb) – Leer (Ostfriesland) – Emden – Norddeich Mole (Zweistundentakt)                                                                                    | IC 2 (Bombardier) |

## Nahverkehr
| Linie                    | Linienbezeichnung                                                     | Betreiber                                                               | Verlauf | Takt (min) | Verkehrsverbünde in Sachsen | Fahrzeugeinsatz                                                                        |
| ------------------------ | --------------------------------------------------------------------- | ----------------------------------------------------------------------- | --- | --- | --------------------------- | -------------------------------------------------------------------------------------- |
| RE 1                     |                                                                       | Trilex 11 Zugpaare bis Zgorzelec Koleje Dolnośląskie als Subunternehmer | Dresden – Bischofswerda – Bautzen – Löbau – Görlitz (– Zgorzelec)                                                            | 120 | VVO, ZVON                   | BR 642                                                                                 |
| RE 1 (TH)                |                                                                       | DB Regio Südost                                                         | Glauchau – Gößnitz – Jena – Erfurt – Göttingen                                                                               | 120 | VMS                         | BR 612                                                                                 |
| RB 1                     |                                                                       | Vogtlandbahn                                                            | Zwickau Zentrum – Zwickau Hbf – Lengenfeld – Auerbach – Falkenstein – Zwotental – Klingenthal – Kraslice                     | 060 Zwickau Zentrum–Falkenstein 120 Falkenstein–Kraslice                                                                          | VMS, VVV                    | BR 650                                                                                 |
| RE 2                     |                                                                       | Trilex                                                                  | Dresden – Bischofswerda – Ebersbach – Zittau (– Liberec/Reichenberg)                                                         | 120; Mo–Fr zwei Zugpaare bis Liberec Sa, So sieben Zugpaare bis Liberec                                                           | VVO, ZVON                   | BR 642                                                                                 |
| RB 2                     |                                                                       | Vogtlandbahn                                                            | Zwickau Zentrum – Zwickau – Werdau – Reichenbach – Plauen (Vogtl) ob Bf – Weischlitz – Adorf – Bad Brambach (– Cheb)         | 060 Zwickau Zentrum–Adorf 120 Adorf–Bad Brambach fünf Zugpaare nach Cheb                                                          | VMS, VVV                    | BR 650                                                                                 |
| RE 3                     |                                                                       | Mitteldeutsche Regiobahn                                                | Dresden – Freiberg – Chemnitz – Zwickau – Reichenbach – Plauen ob Bf – Hof                                                   | 060 | VVO, VMS, VVV               | BR 1440                                                                                |
| RB 4                     | Elstertalbahn                                                         | Vogtlandbahn                                                            | Gera – Greiz – Elsterberg – Plauen Mitte – Weischlitz (– Adorf)                                                              | 120 +Einzelfahrten Greiz–Weischlitz (Mo–Fr) sowie Weischlitz–Adorf (Sa–So)                                                        | VVV                         | BR 650                                                                                 |
| RB 5                     |                                                                       | Vogtlandbahn                                                            | Mehltheuer – Plauen ob Bf – Herlasgrün – Auerbach – Falkenstein – Zwotental – Klingenthal – Kraslice – Sokolov               | 060 Plauen–Falkenstein 120 Mehltheuer–Plauen und Falkenstein–Sokolov                                                              | VVV                         | BR 650                                                                                 |
| RE 6                     |                                                                       | Mitteldeutsche Regiobahn                                                | Leipzig – Bad Lausick – Geithain - Narsdorf - Burgstädt – Chemnitz                                                           | 060 | MDV, VMS                    | BR 223 + Doppelstockwagen der WFL Lint 41 (Dreifachtraktion; Ersatzgarnitur)           |
| RE 10                    |                                                                       | DB Regio Nordost                                                        | Leipzig – Eilenburg – Torgau – Falkenberg – Doberlug-Kirchhain – Cottbus – Guben – Frankfurt (Oder)                          | 120 | MDV                         | BR 463                                                                                 |
| RE 11                    |                                                                       | DB Regio Nordost                                                        | Leipzig – Eilenburg – Torgau – Falkenberg – Ruhland – Hoyerswerda                                                            | 120 | MDV                         | BR 463                                                                                 |
| RE 12                    |                                                                       | Erfurter Bahn                                                           | Leipzig – Zeitz – Gera – Saalfeld (Saale)                                                                                    | 120 | MDV                         | BR 650                                                                                 |
| RB 13                    |                                                                       | Erfurter Bahn                                                           | Gera – Zeulenroda – Mehltheuer – Hof                                                                                         | 120 | VVV                         | BR 650                                                                                 |
| RE 13                    |                                                                       | DB Regio Südost                                                         | Leipzig – Delitzsch – Bitterfeld – Dessau – Magdeburg                                                                        | 060 | MDV                         | BR 1442 / BR 146 + 3 Doppelstockwagen                                                  |
| RE 15                    |                                                                       | DB Regio Nordost                                                        | Dresden – Coswig – Großenhain – Ruhland – Hoyerswerda                                                                        | 120 | VVO                         | BR 112 + Doppelstockwagen / BR 442                                                     |
| RE 17                    |                                                                       | DB Fernverkehr                                                          | Chemnitz – Freiberg – Dresden                                                                                                | zwei Zugpaare | VVO, VMS                    | IC 2 (Stadler)                                                                         |
| RE 18                    |                                                                       | DB Regio Nordost                                                        | Dresden – Coswig – Großenhain – Ruhland – Cottbus                                                                            | 120 | VVO                         | BR 112 + Doppelstockwagen / BR 442                                                     |
| RE 19                    | Ski- und WanderExpress                                                | DB Regio Südost                                                         | Dresden – Heidenau – Kurort Altenberg                                                                                        | ein Zugpaar verkehrt nur an Wochenenden und Feiertagen                                                                            | VVO                         | BR 642                                                                                 |
| RE 20                    | Bohemica (Ausflugs- bzw. Wanderverkehr) / Letní kometa/Vánoční kometa | DB Regio Südost und České dráhy                                         | Dresden – Pirna – Bad Schandau – Děčín – Ústí nad Labem – Litoměřice                                                         | zwei Zugpaare verkehrt nur an Wochenenden und Feiertagen im Sommerhalbjahr bzw. im Advent (ein Zugpaar nur ab und bis Ústí n. L.) | VVO                         | BR 642 (Bohemica), ČD-BR 371 + Abteilwagen (Letní kometa/Vánoční kometa)               |
| RB 20                    |                                                                       | abellio                                                                 | Leipzig – Markranstädt – Weißenfels – Naumburg – Apolda – Weimar – Erfurt – Gotha – Eisenach                                 | 060 | MDV                         | BR 9442                                                                                |
| RB 22                    |                                                                       | Erfurter Bahn                                                           | Leipzig – Zeitz – Gera – Saalfeld (Saale)                                                                                    | 120 | MDV                         | BR 650                                                                                 |
| RB 30                    |                                                                       | Mitteldeutsche Regiobahn                                                | Dresden – Freiberg – Chemnitz – Glauchau – Zwickau                                                                           | 030 (HVZ) Chemnitz–Zwickau 060 Dresden–Zwickau                                                                                    | VVO, VMS                    | BR 1440                                                                                |
| RB 31                    |                                                                       | DB Regio Nordost                                                        | Dresden – Cossebaude – Coswig – Großenhain – Elsterwerda-Biehla                                                              | 060 Dresden–Coswig 120 Coswig–Elsterwerda-Biehla                                                                                  | VVO                         | BR 112 + Doppelstockwagen / BR 442                                                     |
| RB 33                    |                                                                       | DB Regio Südost                                                         | Dresden-Neustadt – Ottendorf-Okrilla – Königsbrück                                                                           | 060 | VVO                         | BR 642                                                                                 |
| RB 34                    | Seenlandbahn                                                          | DB Regio Südost                                                         | (Dresden – Radeberg – Pulsnitz –) Kamenz – Straßgräbchen-Bernsdorf – Wiednitz – Hosena – Senftenberg                         | ein Zugpaar in den sächs. Sommerferien; Durchbindung aus S 8                                                                      | VVO, VBB                    | BR 642                                                                                 |
| RB 37                    |                                                                       | City-Bahn Chemnitz                                                      | Glauchau – Meerane – Gößnitz                                                                                                 | 120 | VMS                         | BR 650                                                                                 |
| RB 45                    |                                                                       | Mitteldeutsche Regiobahn                                                | Chemnitz – Mittweida – Döbeln – Riesa – Elsterwerda                                                                          | Mo–Fr 060 Chemnitz–Riesa 120 Riesa–Elsterwerda Sa–So 120 Chemnitz–Riesa                                                           | VMS, VVO                    | BR 1440                                                                                |
| RE 50                    | Saxonia-Express                                                       | DB Regio Südost                                                         | Dresden – Coswig – Riesa – Oschatz – Wurzen – Leipzig                                                                        | 060 | VVO, MDV                    | BR 442 / BR 146 + Doppelstockwagen                                                     |
| RB 60                    |                                                                       | Trilex                                                                  | Dresden – Bischofswerda – Bautzen – Löbau – Görlitz                                                                          | 120 Dresden–Bischofswerda 060 Bischofswerda–Görlitz (nur Mo–Fr)                                                                   | VVO, ZVON                   | BR 642, BR 650                                                                         |
| RB 61                    |                                                                       | Trilex                                                                  | Dresden – Bischofswerda – Ebersbach – Zittau                                                                                 | 120 | VVO, ZVON                   | BR 642, BR 650                                                                         |
| RB 64                    | Seenland-Neiße-Shuttle                                                | ODEG                                                                    | Hoyerswerda – Görlitz | 120 | VVO, ZVON                   | BR 650                                                                                 |
| RB 65                    |                                                                       | ODEG                                                                    | Cottbus – Weißwasser – Görlitz – Zittau                                                                                      | 060 | ZVON                        | BR 642                                                                                 |
| RB 71                    |                                                                       | DB Regio Südost                                                         | Pirna – Dürrröhrsdorf – Neustadt (Sachs) – Sebnitz                                                                           | 060 Pirna–Neustadt 120 Neustadt–Sebnitz                                                                                           | VVO                         | BR 642                                                                                 |
| RB 72                    | Müglitztalbahn                                                        | DB Regio Südost                                                         | Heidenau – Dohna – Glashütte – Altenberg                                                                                     | 060 | VVO                         | BR 642                                                                                 |
| RB 80                    | Zschopautalbahn                                                       | Erzgebirgsbahn                                                          | Chemnitz – Flöha – Annaberg-Buchholz – Cranzahl                                                                              | 060 | VMS                         | BR 642                                                                                 |
| RB 81                    | Flöhatalbahn                                                          | Erzgebirgsbahn                                                          | Chemnitz – Flöha – Pockau-Lengefeld – Olbernhau-Grünthal                                                                     | 060 | VMS                         | BR 642                                                                                 |
| RB 83                    | Freiberger Muldentalbahn                                              | Freiberger Eisenbahn                                                    | Freiberg – Mulda – Holzhau                                                                                                   | 060 | VMS                         | BR 650                                                                                 |
| RB 92                    |                                                                       | City-Bahn Chemnitz                                                      | Glauchau – St. Egidien – Oelsnitz – Stollberg                                                                                | 060 Mo–Fr 120 Sa+So | VMS                         | BR 650                                                                                 |
| RB 95                    |                                                                       | Erzgebirgsbahn                                                          | Zwickau – Aue – Schwarzenberg – Johanngeorgenstadt                                                                           | 060 | VMS                         | BR 642                                                                                 |
| RB 110                   |                                                                       | Mitteldeutsche Regiobahn                                                | Leipzig – Grimma – Döbeln | Mo–Fr 030 Leipzig–Grimma 060 Grimma–Döbeln Sa–So 060 Leipzig–Grimma 120 Grimma–Döbeln                                             | MDV, VMS                    | BR 643 / BR 650                                                                        |
| RB 113                   | Der Geithainer                                                        | DB Regio Südost                                                         | Leipzig – Bad Lausick – Geithain                                                                                             | 060 | MDV                         | BR 641                                                                                 |
| S 1 (Dresden)            | S-Bahn Dresden                                                        | DB Regio Südost                                                         | Meißen-Triebischtal – Coswig – Radebeul – Dresden – Heidenau – Pirna – Bad Schandau – Schöna                                 | 10/20 (HVZ) Meißen-Triebischtal–Pirna 030 Meißen-Triebischtal–Bad Schandau 060 Bad Schandau–Schöna                                | VVO                         | BR 146 / BR 143 + 4 bis 5 Doppelstockwagen HVZ-Verstärker: BR 143 + 2 Doppelstockwagen |
| S 2 (Dresden)            | S-Bahn Dresden                                                        | DB Regio Südost                                                         | Pirna – Heidenau – Dresden Hbf – Dresden Flughafen                                                                           | 030 | VVO                         | BR 143 / BR 146 + 3 Doppelstockwagen                                                   |
| S 3 (Dresden)            | S-Bahn Dresden                                                        | DB Regio Südost                                                         | Dresden Hbf – Freital – Tharandt (– Freiberg)                                                                                | 10/50 (HVZ) 060 Dresden – Tharandt Tharandt–Freiberg nur in der HVZ                                                               | VVO, (VMS)                  | BR 143 + 2 Doppelstockwagen                                                            |
| S 8 (Dresden)            | S-Bahn Dresden                                                        | DB Regio Südost                                                         | Dresden Hbf – Dresden-Neustadt – Radeberg – Pulsnitz – Kamenz                                                                | 030 (HVZ) 060 (NVZ) | VVO                         | BR 642                                                                                 |
| S 1 (Mitteldeutschland)  | S-Bahn Mitteldeutschland                                              | DB Regio Südost                                                         | Leipzig-Stötteritz – City-Tunnel – Leipzig-Plagwitz – Leipzig Miltitzer Allee                                                | 030 | MDV                         | BR 1442                                                                                |
| S 2 (Mitteldeutschland)  | S-Bahn Mitteldeutschland                                              | DB Regio Südost                                                         | Leipzig-Stötteritz – City-Tunnel – Leipzig Messe – Delitzsch – Bitterfeld – Dessau/ – Wittenberg (– Jüterbog)                | 030 Leipzig-Stötteritz–Bitterfeld 120 Bitterfeld–Dessau/Wittenberg                                                                | MDV                         | BR 1442                                                                                |
| S 3 (Mitteldeutschland)  | S-Bahn Mitteldeutschland                                              | DB Regio Südost                                                         | Halle-Nietleben – Halle Hbf – Schkeuditz – City-Tunnel – Leipzig-Stötteritz – Borsdorf – Wurzen (– Oschatz)                  | 030 Halle-Nietleben–Wurzen HVZ-Verstärker (Mo–Fr) Schkeuditz–Leipzig Hbf Einzelfahrten Wurzen–Oschatz                             | MDV                         | BR 1442                                                                                |
| S 4 (Mitteldeutschland)  | S-Bahn Mitteldeutschland                                              | DB Regio Südost                                                         | Markkleeberg-Gaschwitz – Leipzig-Connewitz – City-Tunnel – Taucha – Eilenburg – Torgau – Falkenberg                          | 030 Markkleeberg-Gaschwitz–Taucha 030/30/60 Taucha–Torgau 120 Torgau–Falkenberg                                                   | MDV, VVO                    | BR 1442                                                                                |
| S 5 (Mitteldeutschland)  | S-Bahn Mitteldeutschland                                              | DB Regio Südost                                                         | Halle Hbf – Leipzig/Halle Flughafen – City-Tunnel – Markkleeberg – Altenburg – Gößnitz – Crimmitschau – Werdau – Zwickau Hbf | 060 Halle Hbf–Altenburg 120 Altenburg–Zwickau                                                                                     | MDV, VMS                    | BR 1442                                                                                |
| S 5X (Mitteldeutschland) | S-Bahn Mitteldeutschland                                              | DB Regio Südost                                                         | Halle Hbf – Leipzig/Halle Flughafen – City-Tunnel – Markkleeberg – Altenburg – Gößnitz – Crimmitschau – Werdau – Zwickau Hbf | 060 | MDV, VMS                    | BR 1442                                                                                |
| S 6 (Mitteldeutschland)  | S-Bahn Mitteldeutschland                                              | DB Regio Südost                                                         | Geithain – Borna – Markkleeberg – City-Tunnel – Leipzig Messe                                                                | 030 Leipzig Messe–Borna 060 Borna–Geithain                                                                                        | MDV                         | BR 1442                                                                                |
| S 9 (Mitteldeutschland)  | S-Bahn Mitteldeutschland                                              | DB Regio Südost                                                         | Eilenburg – Delitzsch ob Bf – Halle Hbf                                                                                      | 060 (Mo–Fr HVZ) 120 (Mo–Fr NVZ und Sa+So)                                                                                         | MDV                         | BR 143 + 2 Doppelstockwagen                                                            |
| S 10 (Mitteldeutschland) | S-Bahn Mitteldeutschland                                              | DB Regio Südost                                                         | Leipzig Hbf – Leipzig-Plagwitz – Leipzig Miltitzer Allee                                                                     | 030 | MDV                         | BR 1442                                                                                |
| L7                       |                                                                       | Trilex                                                                  | Liberec – Zittau – Mittelherwigsdorf – Varnsdorf – Seifhennersdorf                                                           | 060 Liberec–Varnsdorf (mit tlw. Verdichtungen Liberec–Hrádek nad Nisou auf 30 min) 120 Varnsdorf–Seifhennersdorf                  | ZVON                        | BR 642, BR 650                                                                         |
| T7                       |                                                                       | Die Länderbahn CZ                                                       | Cranzahl – Bärenstein (Kr Annaberg) – Vejprty – Chomutov                                                                     | drei Zugpaare verkehrt nur an Wochenenden und tschechischen Feiertagen im Sommerhalbjahr (April – Oktober)                        | VMS, Regiotakt Ústecký kraj | RegioSprinter                                                                          |
| U28                      | Nationalparkbahn Sächsisch-Böhmische Schweiz                          | DB Regio Südost in Kooperation mit ČD                                   | Rumburk – Sebnitz – Bad Schandau – Schöna – Děčín                                                                            | 120 (mit tlw. Verdichtungen auf 60 min zwischen Rumburk und Dolní Poustevna sowie zwischen Schöna und Děčín)                      | VVO                         | BR 642                                                                                 |
| C 11                     | Chemnitzbahn                                                          | City-Bahn Chemnitz                                                      | Chemnitz Hbf – Chemnitz Zentralhaltestelle – Altchemnitz – Stollberg                                                         | 030 | VMS                         | Variobahn                                                                              |
| C 13                     | Chemnitzbahn                                                          | City-Bahn Chemnitz                                                      | Aue (Sachs) – Thalheim (Erzgeb) – Chemnitz Technopark – Chemnitz Zentralhaltestelle – Chemnitz Hbf – Burgstädt               | 060 | VMS                         | Citylink (BR 690)                                                                      |
| C 14                     | Chemnitzbahn                                                          | City-Bahn Chemnitz                                                      | Thalheim (Erzgeb) – Chemnitz Technopark – Chemnitz Zentralhaltestelle – Chemnitz Hbf – Mittweida                             | 060 (Thalheim–Technopark nur Mo–Sa)                                                                                               | VMS                         | Citylink (BR 690)                                                                      |
| C 15                     | Chemnitzbahn                                                          | City-Bahn Chemnitz                                                      | Chemnitz Technopark – Chemnitz Zentralhaltestelle – Chemnitz Hbf – Hainichen                                                 | 060 | VMS                         | Citylink (BR 690)                                                                      |

### Netzkarten
- ICE/IC Liniennetz 2025 der Deutschen Bahn AG (PDF; 534 KB)
- Liniennetz Regionalverkehr in Sachsen